# Corcyrogobius
A Corcyrogobius a csontos halak (Osteichthyes) főosztályának a sugarasúszójú halak (Actinopterygii) osztályába, ezen belül a sügéralakúak (Perciformes) rendjébe, a gébfélék (Gobiidae) családjába és a Gobiinae alcsaládjába tartozó nem.

## Rendszerezés
A nembe az alábbi 2 faj tartozik:
- Corcyrogobius liechtensteini (Kolombatovic, 1891) - típusfaj
- Corcyrogobius lubbocki Miller, 1988